# Akshara Haasan
Akshara Haasan, née le 12 octobre 1991 à Chennai, est une actrice du cinéma indien, qui travaille dans des films hindis et tamouls.
Elle est la fille des acteurs Kamal Haasan et Sarika et la sœur cadette de Shruti Haasan. Elle a fait ses débuts au cinéma avec la comédie dramatique Shamitabh (en) (2015), puis est apparue dans Kadaram Kondan (en) (2017).

## Biographie
Akshara Haasan est née à Madras (aujourd'hui Chennai), dans le Tamil Nadu. Elle est la fille des acteurs Kamal Haasan et Sarika Thakur. Shruti Haasan est sa sœur aînée. Akshara a fait sa scolarité à l'école Montessori Abacus, Lady Andal à Chennai, Beacon High à Mumbai et a terminé sa scolarité à l'école internationale Indus de Bangalore. Akshara Haasan vit à Mumbai avec sa mère. Elle suit le bouddhisme et le décrit comme « un mode de vie et un mode de vie individuel ».

## Filmographie
| Année   | Titre                                     | Rôle           | Langage | Notes       |
| ------- | ----------------------------------------- | -------------- | ------- | ----------- |
| 2015    | Shamitabh (en)                            | Akshara Pandey | Hindi   |             |
| 2017    | Laali Ki Shaadi Mein Laaddoo Deewana (en) | Laali          | Hindi   |             |
| 2017    | Vivegam (en)                              | Natasha        | Tamoul  |             |
| 2019    | Kadaram Kondan (en)                       | Aadhira        | Tamoul  |             |
| 2019    | Fingertip (en)                            | Priya          | Tamoul  | ZEE5 Séries |
| À venir | Agni Siragugal (en)                       | Viji           | Tamoul  |             |
| À venir | Achcham Madam Naanam Payirppu             |                | Tamoul  |             |